# 오이사와촌 (이바라키현)
오이사와촌(大井沢村)은 1889년 4월 1일부터 1955년 3월 1일까지 존재했던  이바라키현 기타소마군의 촌이다. 현재의 모리야시 북부에 해당지역이다.

## 지리
이바라키현 기타소마군 서부에 존재했던 촌이다. 주로 조스대지 위에 위치한 촌으로, 서남부의 저지대는 1625년(간에이 2년)에 '오오키신덴'으로 개간되었다. 전 지역이 옛날에는 모리야향에 속해 농업이 주를 이루는 마을이었다. 지역 서부를 유로 변경으로 굴착된 기누가와강이 흐르고, 기누가와강 서안 남부(오오키 유작지구), 다테자와 북부(소주다이 지구, 후에 조소 뉴타운 기타모리야의 개발로 소멸)는 전후에 개척이 이루어진 지역이 되었다. 

## 역사
- 1777년 소마군 오야마촌을 소마군 오야마신타로 개칭되었다.
- 1873년 6월 15일 폐번치현에 수반해 소마군이 지바현에 소속되었다.
- 1875년 5월 7일 소마군 중 도네강 이북이 이바라키현으로 이관되었다.
- 1877년 오키촌과 오오키신타가 합병하여 소마군 오오키촌 되었다.
- 1878년 7월 22일 군구정촌편제법이 시행되어 소마군이 2개로 분할되었다,
- 1889년 4월 1일 - 정촌제 시행에 의해 기타소마군 오이사와촌이 성립하였다.
- 1955년 3월 1일 - 모리야정, 오노촌, 고야촌과 합병해, 모리야정이 되어, 소멸하였다.

## 교통
당시 오이사와촌에는 철도역이 존재하지 않았지만, 지역 동부를 조스철도(후의 조스쓰쿠바 철도, 현재의 관동철도 조스선)가 지나갔고, 인접한 모리야정의 모리야역, 이키스촌의 이키스역이 이용 가능했다. 또한 메이지 시대에는 도쿄로 가는 증기선 '도운마루'가 기누강을 통과했다.

## 참고문헌
- 角川日本地名大辞典 8 茨城県 （角川書店）
- 史郷守谷（茨城県守谷町）